# Étienne Verrier
Étienne Verrier (né à Aix-en-Provence le 4 janvier 1683 et mort à La Rochelle le 10 septembre 1747) est un ingénieur français, capitaine d'infanterie et chevalier de l'ordre royal et militaire de Saint-Louis.

## Biographie

### Le milieu familial
Né le 4 janvier 1683 et baptisé le jour suivant en l'église de la Madeleine d'Aix-en-Provence, Étienne Verrier (ou Veyrier) est le fils du sculpteur Christophe Veyrier et de son épouse Marguerite Ferran.

### Ingénieur militaire
Après le décès de son père en 1689 à Toulon, il est élevé par sa mère et intègre probablement la compagnie des Gardes de la marine à Toulon avant d'être admis en 1707 dans le corps du génie de La Rochelle. Le 22 aout 1709 il épouse Hélène Papin, belle-sœur de l'ingénieur Claude Masse chez qui il fit probablement son apprentissage. Devenu ingénieur il est promu capitaine d'infanterie et est fait chevalier de l'ordre royal et militaire de Saint-Louis en 1720.
Il quitte La Rochelle pour embarquer pour un an, le 7 mars 1721, à destination de la Chine et du large du Vietnam. Durant ce voyage, il établit avec un autre ingénieur des cartes de l'île de Poulo Condor. À son retour, il est affecté à Rochefort durant deux ans.

### Ingénieur en chef de Louisbourg (1724-1745)
En 1724, il est nommé ingénieur en chef de Louisbourg, sur l'île Royale, en Nouvelle-France, le 9 mai 1724, poste qu'il occupe jusqu'au siège de Louisbourg en 1745.
Après la défaite il quitte Louisbourg le 14 juillet 1745.

### Fin de carrière
À son retour à La Rochelle, il est nommé ingénieur en chef à l'île d'Oléron. Il décède peu après à La Rochelle le 11 septembre 1747 et est inhumé le jour suivant dans l'église Notre-Dame.

### Descendance
De son mariage avec Hélène Papin sont issus au moins dix enfants dont plusieurs meurent en bas âge. L'un de ses fils, Étienne, suivra la même carrière que lui et deviendra ingénieur du Roy et sera lui aussi fait chevalier de l'ordre de l'ordre royal et militaire de Saint-Louis. Une de ses filles, Jeanne-Victoire, épousera en secondes noces en 1743 le négociant Joseph-Marie Pascaud.

## Bande dessinée
Il apparaît brièvement dans le tome 10 de L'Épervier.